# Международный финансовый центр Гринлэнд Шаньдун
Международный финансовый центр Гринлэнд Шаньдун (кит. трад. 山东国际金融中心, англ. Greenland Shandong International Financial Center, сокращённо Shandong IFC) — сверхвысокий небоскрёб, расположенный в деловом центре китайского города Цзинань (провинция Шаньдун). Построен в 2021 году в стиле модернизма, по состоянию на конец 2021 года являлся самым высоким зданием города и провинции, а также входил в двадцатку самых высоких зданий Китая.
428-метровая башня имеет 88 наземных и 4 подземных этажа, занятых офисами и гостиничными номерами. Архитектором комплекса выступила американская фирма Skidmore, Owings & Merrill, владельцем является шанхайская корпорация Greenland Holdings.    